# Matrilinjär härstamning
Matrilinjär härstamning (engelska matrilineal descent eller matriline), är en härstamning enbart genom kvinnor. Ordet matrilinjär kommer från latin: mater, moder.

## Definition
Matrilinjär härstamning är alltså en persons släktförhållande till sin mor, mormor, mormors mor, mormors mormor o.s.v. Annorlunda uttryckt, med personerna i omvänd ordning, är det ett släktförhållande mellan en kvinnlig släkting och dennas ättling där alla mellanliggande generationer är kvinnor. Den enda som kan vara man i detta släktskap är den yngsta personen. För flera av synonymerna nedan gäller dock att även den yngsta personen ska vara kvinna.

## Synonymer
- Kvinnlig släktlinje, kvinnolinje.
- Spinnsida, kvinnosida. Dessa ord kan dock även användas i betydelsen kvinnor i allmänhet.
- Morslinje, moderslinje, mödernelinje. Mindre vanligt inom släktforskning. Vanligare inom t.ex. genetik och djuravel.

## Inte (nödvändigtvis) matrilinjär härstamning
- Uttrycket att vara släkt "på mödernet" behöver inte innebära en matrilinjär härstamning eftersom det t.ex. kan innebära ett släktskap via morfadern.
- Uttrycket "härstammar i rakt nedstigande led från" eller, i omvänd riktning, "förfader i rakt uppstigande led till" avser i genetiska sammanhang antingen strikt matrilinjär härstamning (exempelvis mormors mormor respektive dotterdotters dotterdotter) eller strikt agnatisk/patrilinjär härstamning (exempelvis farfars farfar respektive sonsons sonson), så att personerna tillhör nästan identiska haplogrupper.[1] I andra kontexter kan det emellertid åsyfta en biologiska ana respektive ättling längs en blandad manlig och kvinnlig släktlinje (exempelvis morfars farmor, respektive dottersons sonson),[2] men inte en blandning av släktriktningar (exempelvis mosters dotter).

## Andra typer av härstamning
- Agnatisk härstamning/patrilinjär härstamning, som innebär släktskap enbart genom män, d.v.s. far, farfar, farfars far o.s.v.
- Unilinjär härstamning, som är ett samlingsbegrepp för matrilinjär och agnatisk/patrilinjär härstamning.
- Kognatisk härstamning, kognater, som innebär härstamning genom valfri kombination av manliga och kvinnliga länkar.[3][4] I rättssammanhang har det svenska begreppet tolkats som (även) kvinnlig arvsrätt eller successionsordning.[5][6] Enda anledningen till att använda uttrycket kognatisk härstamning i stället för bara härstamning är då man vill förtydliga att det inte enbart handlar om matrilinjär eller agnatisk/patrilinjär härstamning.[källa behövs] (Ibland, exempelvis i SAOB och NE, kan man se att ordet kognatisk, i olika sammansättningar, felaktigt[källa behövs] kallas för motsats till agnatisk. Motsatsen till agnatisk är icke-agnatisk.)

## Mitokondrisk Eva
Alla nu levande människor i hela världen kommer tillbaka till en och samma kvinna då de följer sin matrilinjära härstamning tillräckligt långt bakåt, d.v.s. åtskilliga tiotusentals år. Hon kallas Mitokondrisk Eva.